# Leptochilus aterrimus
Leptochilus aterrimus är en stekelart som först beskrevs av Kirby 1900.  Leptochilus aterrimus ingår i släktet Leptochilus och familjen Eumenidae. Inga underarter finns listade i Catalogue of Life.